# Macrocephenchelys brevirostris
Macrocephenchelys brevirostris is een straalvinnige vissensoort uit de familie van zeepalingen (Congridae). De wetenschappelijke naam van de soort is voor het eerst geldig gepubliceerd in 1967 door Chen & Weng.